# Adorazione dei Magi (Gerard David Firenze)
L'Adorazione dei Magi è un dipinto a tempera su tela (95x80 cm) di Gerard David, databile al 1495 circa e conservato nella Galleria degli Uffizi a Firenze.

## Storia
L'opera è citata in galleria dal 1845, quando pervenne dall'Accademia di Belle Arti, senza conoscerne l'origine.
Fu Max Friedländer ad attribuirla al maestro fiammingo Gerard David, anche se l'insolita tecnica e il supporto altrettanto insolito della tela rendono problematica la determinazione della cronologia, che stabilì comunque a una fase giovanile dell'artista, prima dell'Adorazione a Bruxelles (1498), per il persistere di alcuni elementi di gusto tardogotico.

## Descrizione e stile
Davanti allo sfondo scuro della capanna in rovina, Maria presenta il Bambino all'adorazione dei Re Magi, disposti attorno ad essa con una composizione piramidale. Poco dietro stanno san Giuseppe (destra), il bue e l'asinello (centro) e il corteo dei Magi (sinistra). Più lontano alcuni squarci nello sfondo permettono di ammirare alcuni brani di idilliaco paesaggio, come il castello in alto a destra.
Il tratto ha una linea sottile e leggera, che crea panneggi astratti e inconsistenti, retaggio della tradizione tardogotica. Il sentimento generale è quello di un incantato stupore, di tranquilla ieraticitá.